# Марія Естер де Каповілья
Марія Естер Ередіа Лекаро де Каповілья (ісп. María Esther Heredia Lecaro de Capovilla); 14 вересня 1889, Гуаякіль, Еквадор — 27 серпня 2006, Гуаякіль, Еквадор) — еквадорська довгожителька, одна з 22 повністю верифікованих довгожителів, які прожили понад 116 років. Була найстарішою живою людиною на Землі з 29 травня 2004 року до власної смерті, хоча цей титул офіційно носила також і нідерландка Гендрикьо ван Андел-Сгіппер. Найстаріша мешканка Еквадору та Південної Америки в історії. До моменту смерті у віці 116 років і 347 днів, була занесена в Книгу рекордів Гіннеса, як найстаріша жива людина у світі.

## Біографія
Марія Естер де Каповілья народилася в еквадорському місті Гуаякіль в 1889 році. При народженні мала ім'я Марія Естер Ередія Лекаро. Вона була дочкою полковника і жила серед вищого класу. Займалась мистецтвом. Марія ніколи не палила і не вживала алкоголю. В 1917 році вона вийшла заміж за офіцера, Антоніо Каповілья, який помер в 1949 році. Антоніо, італієць за походженням, народився в Пола, Австро-Угорщина (зараз Пула, Хорватія), в 1864 році. Він переїхав в Чилі в 1894 році, а потім в Еквадор в 1910 році. Після смерті першої дружини він одружився з Марією. У них було п'ятеро дітей, троє з яких були живі на день смерті Марії: дочки Хільда (81 рік), Ірма (80 років) і син Анібал (78 років). У неї було дванадцять онуків, двадцять правнуків і два праправнуки.
У віці 100 років, Марія Каповілья ледь не померла і навіть причастилася, але в подальшому проблем зі здоров'ям вона не мала. В грудні 2005 року, у віці 116 років, Каповілья мала хороше здоров'я і була в стані дивитися телевізор, читати газети і ходити без допомоги палиці (хоча їй допомагали при ходьбі).
До березня 2006 року стан здоров'я Марії погіршився. Вона вже не могла читати газети, майже перестала говорити і більше не ходила за винятком випадків, коли їй допомагали дві людини. Марія Естер де Каповілья померла всього за 18 днів до 117-го дня народження від пневмонії.
У момент своєї смерті у віці 116 років, 347 днів, Каповілья була п'ятою найстарішою верифікованою людиною, яка коли-небудь жила. На даний момент вона все ще є найстарішою мешканкою Еквадору та Південної Америки в історії і займає десяте місце у списку найстаріших верифікованих людей світу.